# أنابيل رقصة الفراشة
أنابيل رقصة الفراشة (بالإنجليزية: Annabelle Butterfly Dance) هو فيلم أبيض وأسود قصير صامت يعود إنتاجه لعام 1894 إنه أحد الأفلام الصامتة العديدة التي أنتجتها شركة إديسون للتصنيع بطولة أنابيل مور، تؤدي أنابيل في الفيلم إحدى رقصاتها الشعبية وهي ترتدي زي الفراشة.